# Одесский порт
Одесский морской порт (укр. Одеський морський порт) — крупный торговый порт международного значения, расположен на северо-западном побережье Чёрного моря, в юго-западной части Одесского залива.
Самый крупный порт Украины по грузообороту; третий по грузообороту на Чёрном море.
Признан базовым круизным портом Украины, имеет один из крупнейших в Европе пассажирских терминалов.
Включает в себя Каботажную, Карантинную, Практическую (она же Арбузная), Угольную (она же Военная), Новую, Нефтяную и другие гавани. Был разрушен в ночь 25 сентября 2023 года
Строительство порта началось в 1794 году. К 1905 году порт в основном приобрёл свои современные очертания и в Российской империи был вторым по грузообороту после Петербургского.

## История
Летом 1793 года Иосиф Де Рибас назначается начальником строительства крепости Хаджибей и нового порта рядом с ней. Правительство Российской Империи придавало большое значение экспорту продукции Украины и южных губерний за границу морским путём через Чёрное море, для чего и закладывался порт.
- В 1794 году на строительство порта было израсходовано 38 тысяч 900 рублей, в 1795 году — 87 тысяч рублей.
- В январе 1800 года император Павел Первый выделяет для строительства порта 250 тысяч рублей в распоряжение магистрата города. Первый проект порта составляет Де Волан.
- Начиная с 1801 года Одесса постепенно становится центром торговли Северного Причерноморья и главным портом России после Санкт-Петербурга. Постоянными гостями порта стали торговые суда со всего Средиземноморья — французские, итальянские, греческие, турецкие, австрийские. В том же году в Одессе открылся первый Банкирский торговый дом.
- В январе 1803 по указу императора Александра Первого одесским градоначальником (в городе 8500 жителей) назначается католик Ришельё, Арман Эммануэль дю Плесси. В порту в это время был только мол Платоновской пристани. Через два месяца после назначения он «выбивает» у правительства понижение таможенных пошлин, что сразу привело к резкому увеличению товарооборота Одессы и всех других русских портов Чёрного моря.
- В 1804 из Одессы отплыли 449 кораблей с пшеницей на сумму 3 млн 367 тыс. рублей, в 1808 — на 6 миллионов рублей. В городе появляются скоробогачи.
- В 1814 году Ришельё оставляет город. Население Одессы — 35 тысяч человек, оборот порта — 25 миллионов рублей (из общей суммы 45 миллионов оборота всех российских портов Чёрного и Азовского морей). В 1816 году — экспорт из Одессы 37 миллионов 700 тыс. руб., доля пшеницы 33 миллиона.
- 16 апреля 1817 года новый градоначальник Ланжерон выбивает у правительства первую зону свободной торговли на территории России — порто-франко (Вольную гавань). Одесское порто-франко открылось 15 августа 1819 года и просуществовало 40 лет. Весь город попал внутрь беспошлинной зоны. Естественно, сразу же появилось множество контрабандистов.
- Особый размах строительству порта придал новый губернатор граф Михаил Воронцов. По генеральной плану строительства Одессы 1828 года на строительные работы по смете инженера-гидротехника Фандер-Флисса в порту выделялось ровно «1 685 960 руб. и 69 с половиною копеек». Граф Воронцов покинул Одессу в 1845 году.
- В 1841 году Николаевский бульвар связывает с портом Гигантская лестница в двести  ступеней стоимостью 800 тысяч рублей.
- В 1844 году Одесса отмечала полувековой юбилей. В торговле были побиты все рекорды. Одесса вывезла зерна больше, чем все порты САСШ вместе взятые, и в России по обороту уступила только Санкт-Петербургу.
- Масштабная реконструкция порта, придавшая ему почти современные очертания и построившая Практическую гавань, была завершена в ноябре 1850 года. Теперь в порту имелись три гавани. Строятся Карантинный и Военный мол.
- Во время бомбардировки 10 апреля 1854 года, в период Крымской войны, береговая батарея из четырёх орудий под командованием юного прапорщика Александра Щёголева, проявив необыкновенное мужество, сумела отбить атаку целой англо-французской эскадры.
- В 1895—1902 годах от Николаевского бульвара вдоль Гигантской лестницы был спроектирован и построен фуникулёр в порт.

«Ночь, ночь, ночь лежала над всей страной. В Черноморском (Одесском) порту легко поворачивались краны, спускали стальные стропы в глубокие трюмы иностранцев и снова поворачивались, чтобы осторожно, с кошачьей любовью опустить на пристань сосновые ящики с оборудованием Тракторостроя (закупленное в США оборудование Форда для ХТЗ)» — писали в 1930 году в романе «Золотой телёнок» Ильф и Петров, противопоставляя эту жизнь возне Остапа Бендера и его «контрагентов».
- 21 февраля 1937 году погиб ледокол Одесского порта «Семерка»

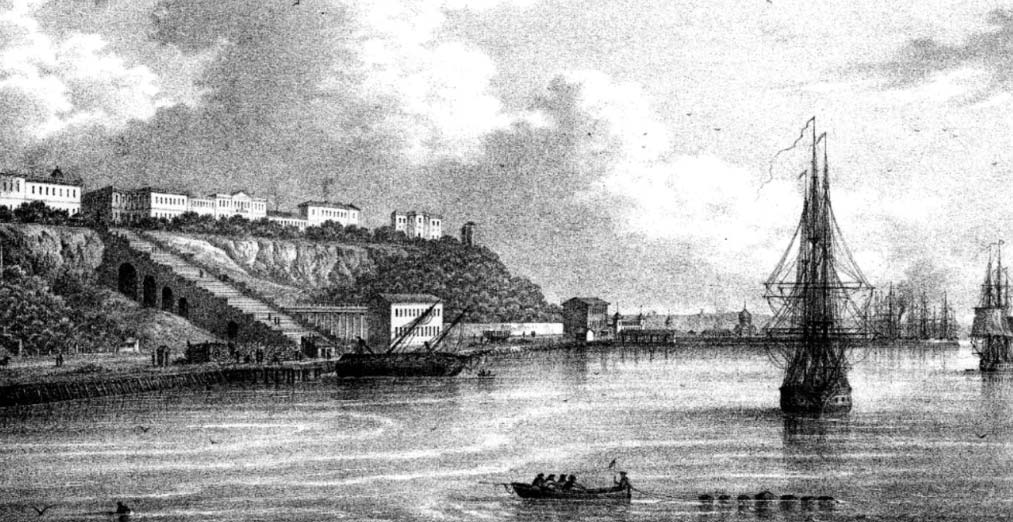
Иллюстрация гавани Одесского порта. Видна спускающаяся с плато Гигантская лестница. Середина XIX века
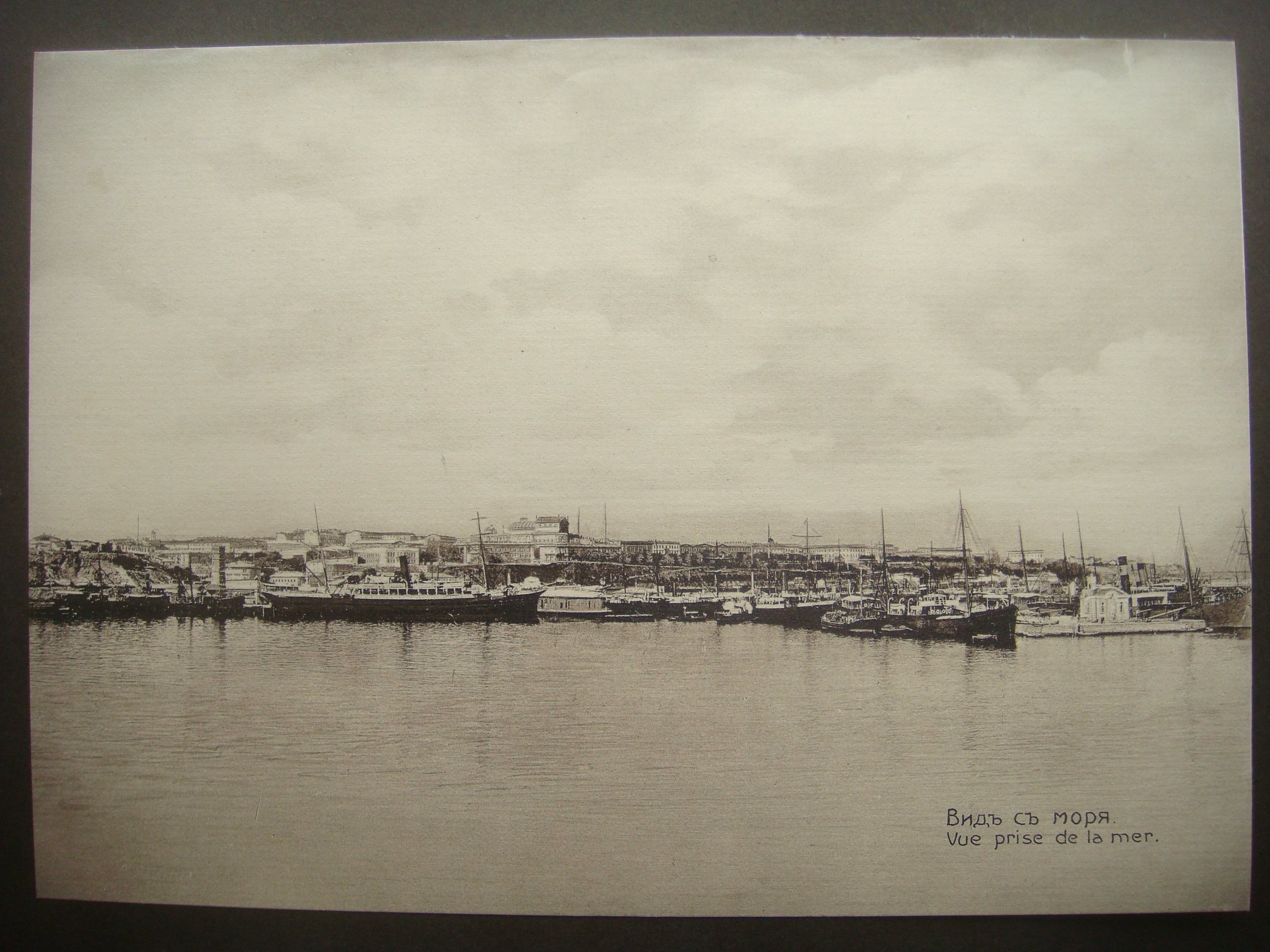
Вид на Одесский порт со стороны моря. Начало XX века
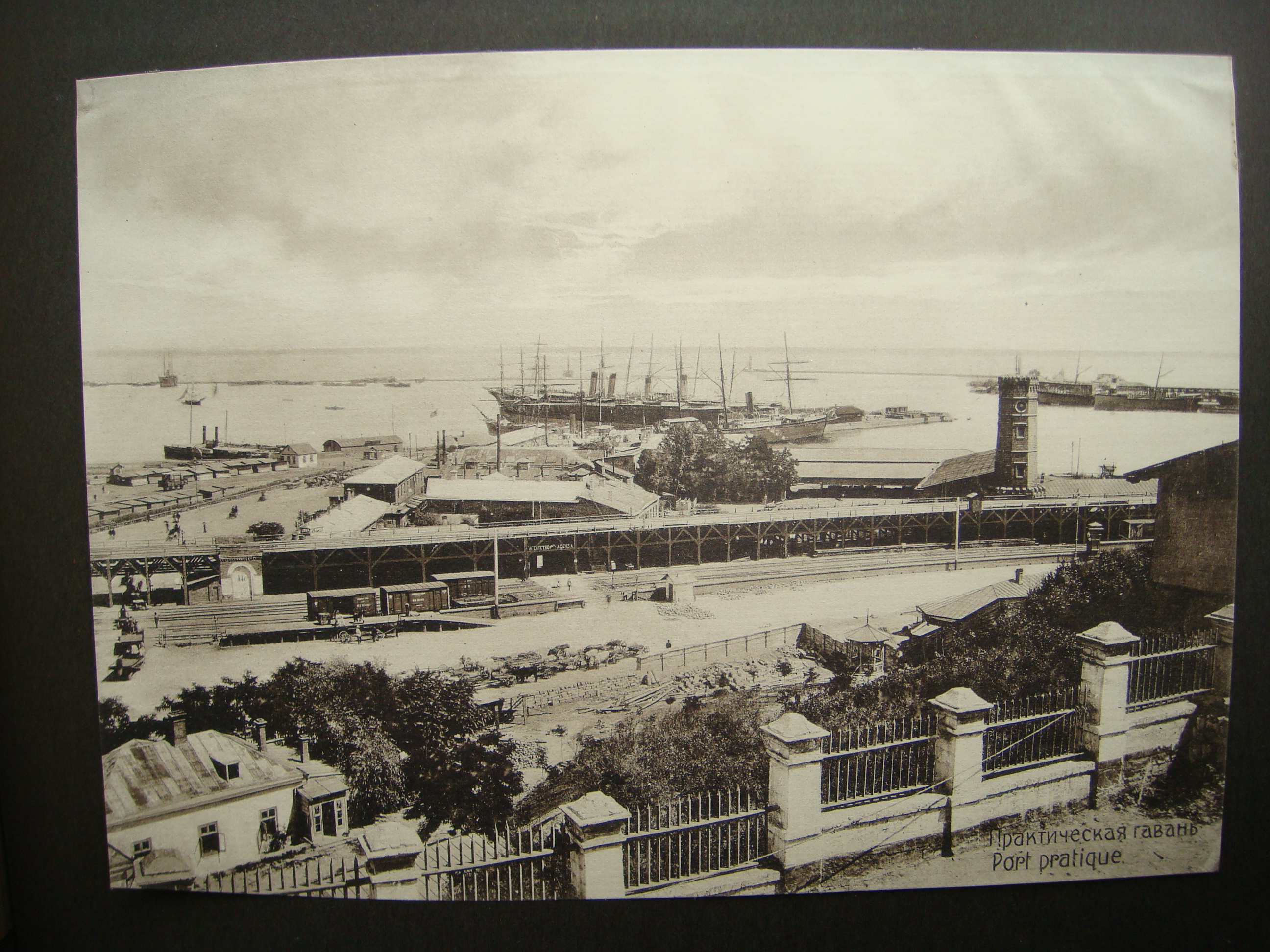
Вид на Платоновский мол и Карантинную гавань. Начало XX века
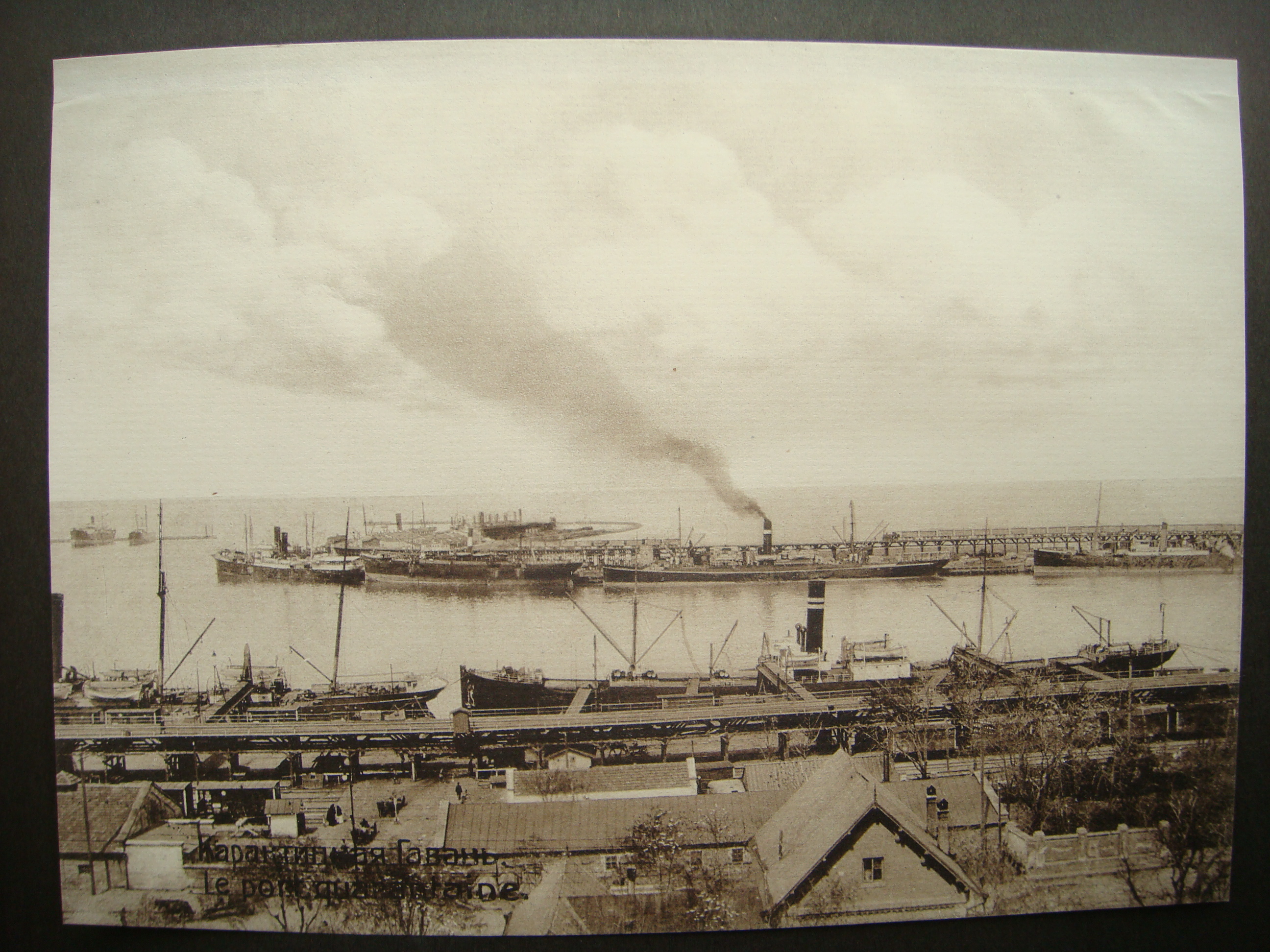
Вид на «карантинную» гавань. Начало XX века

### Вторая мировая война

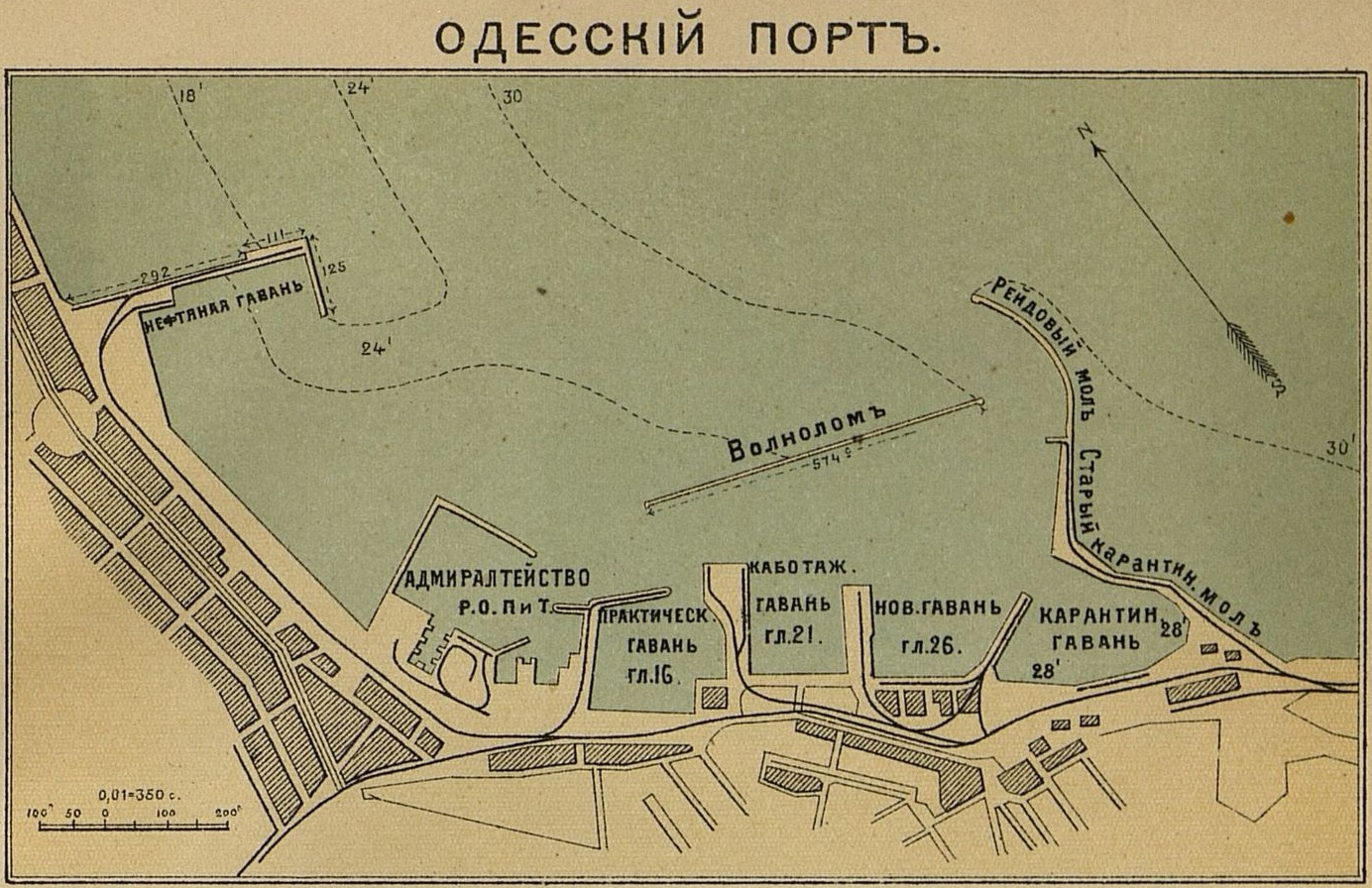
План порта в начале 1900-х годов

В конце 1930-х годов советское руководство предложило Германии военную гавань и ряд других объектов Одесского морского порта в долгосрочное пользование, но Гитлер не проявил интереса к Одессе, согласившись на получение от советской стороны нескольких портов в районе Мурманска для Кригсмарине. В 1941 году, когда войска Третьего рейха вторглись на Украину, Гитлер пообещал отдать Одессу в состав Великой Румынии в обмен на участие румынской стороны в советской кампании. После передачи Одессы румынам порт был переименован в «Порт имени Антонеску» в честь румынского маршала.
В начале июля 1941 года в Одессе началось создание истребительных батальонов и частей народного ополчения, в которые вместе с рабочими других одесских предприятий вступили 700 рабочих Одесского порта. Они прошли военную подготовку без отрыва от производства (в виде ежедневных занятий продолжительностью 2-3 часа) и участвовали в обороне Одессы (при этом основная часть добровольцев из морского порта — 512 человек — записались в ополчение 4 июля 1941 года).
Оборона окруженной Одессы продолжалась 73 дня. Порт облегчил доставку пополнения защитникам города, их снабжение боеприпасами, военным снаряжением и горючим. Через порт эвакуировались жители города, раненые, оборудование заводов. Именно снабжение морем сделало возможным такую длительную и успешную оборону в окружении.
По решению командования, Одесса была организовано оставлена. Все сухопутные воинские части были переброшены в Севастополь. Переброска была произведена морем, и прошла без потерь. Все воинские части погрузились на корабли в Одесском порту, в ночное время.
В ходе оборонительных боев защитники города взорвали Воронцовский маяк. Когда кольцо вокруг города сжалось, противник получил возможность обстреливать порт дальнобойной артиллерией, что, по воспоминаниям адмирала И. Азарова, очень затруднило снабжение оборонительного района. Маяк был прекрасным ориентиром для артстрельбы по порту.
Во время Великой Отечественной войны порт потерпел значительные разрушения..
Немедленно после окончания боевых действий в городе начались работы по разминированию порта, в котором немцы заминировали все 43 причала, все молы и волнорезы, а также другие объекты. В результате разминирования на территории порта советскими сапёрами было выявлено и обезврежено 1740 фугасов и минно-взрывных устройств, снаряженных более чем 200 тоннами взрывчатых веществ.
Менее чем через полгода, в начале октября 1944 года, благодаря самоотверженному труду одесситов порт уже принял и разгрузил первые суда.
В 1945 порт достиг половины грузооборота довоенного 1940 года, в 1946 году превзошёл его.
В 1961 году в Одесском морском порту была создана транспортная экспедиция, обеспечивавшая автомобильные перевозки прибывавших в порт грузов (по состоянию на начало 1979 года, предприятие обеспечивало 20 % от объема всех перевозок Одесского областного управления грузового автотранспорта).
28 июля 1966 года Указом Президиума Верховного Совета СССР Одесский морской торговый порт награжден орденом Ленина.

## Пароходство

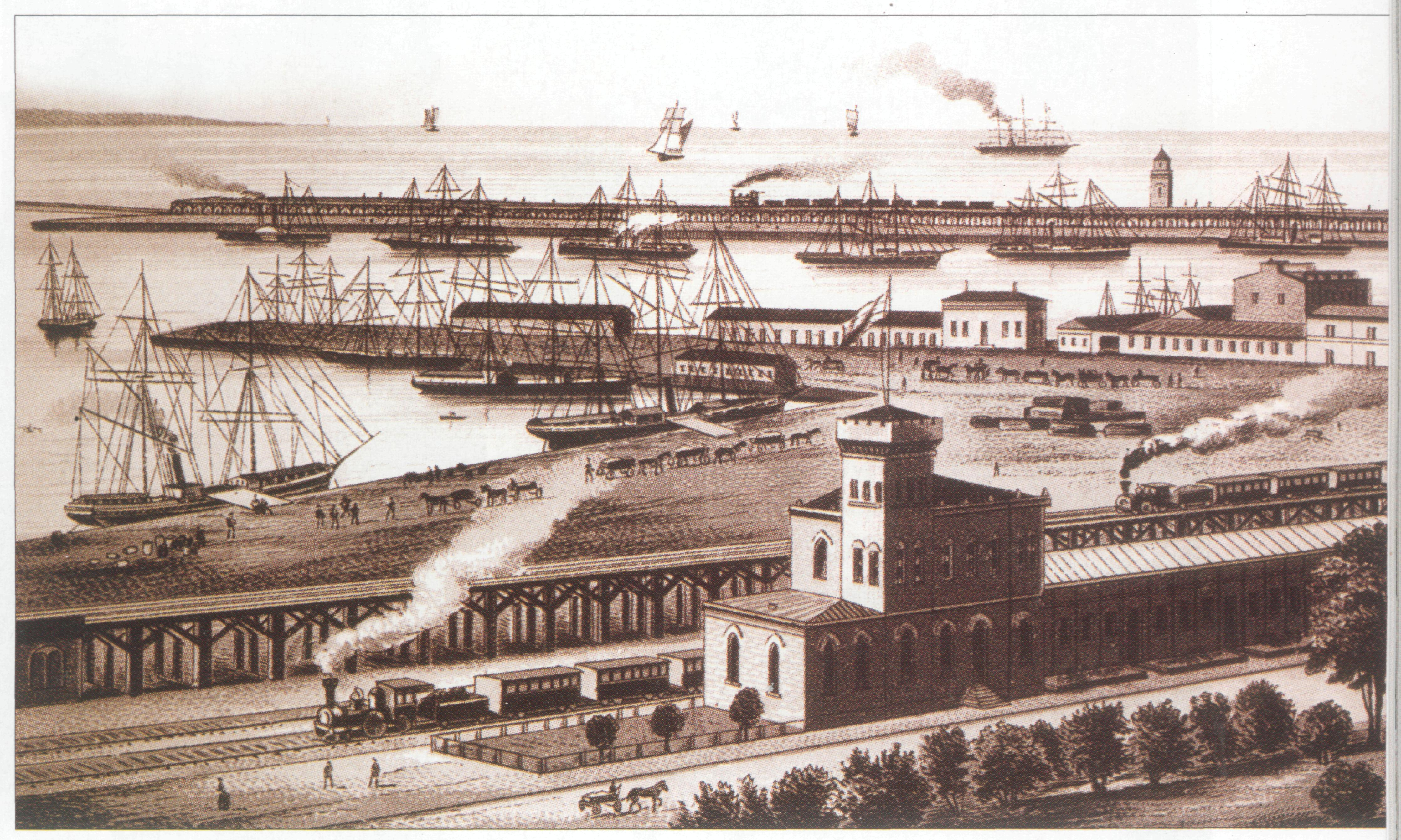
Карантинная гавань в конце XIX в. Литография

В 1828 году на Чёрном море появился первый почтово-пассажирский пароход (на дровах) «Одесса», построенный на верфях Николаева. Он начал крейсировать между Одессой, Евпаторией и Ялтой. Через год появился второй пароход, уже на угле, «Надежда».
16 мая 1833 года при участии графа Воронцова было создано акционерное общество под названием «Черноморское общество Пароходов», в котором было всего три судна.
Следующее общество, «Экспедиция Пароходных сообщений», образованное в 1844 году, имело уже 12 закупленных в Англии пароходов.
25 июня 1846 года началось регулярное пароходное сообщение между Одессой и речными портами Дуная.
Наконец, самым знаменитым и мощным стало основанное 21 мая 1857 года общество РОПиТ — Русское Общество Пароходства и Торговли.

## Эстакада Одесского порта

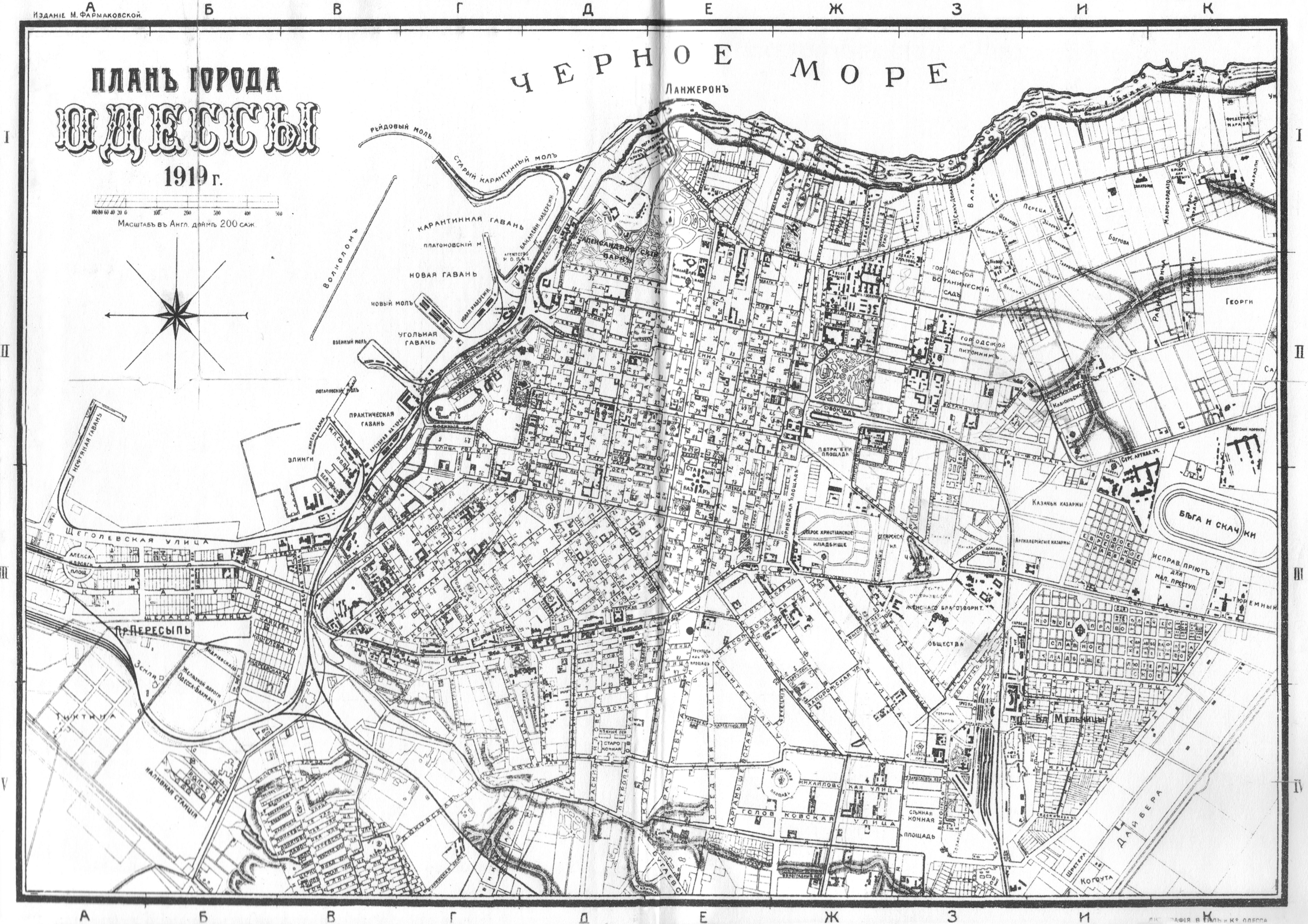
Пересыпь и порт на плане Одессы. 1919

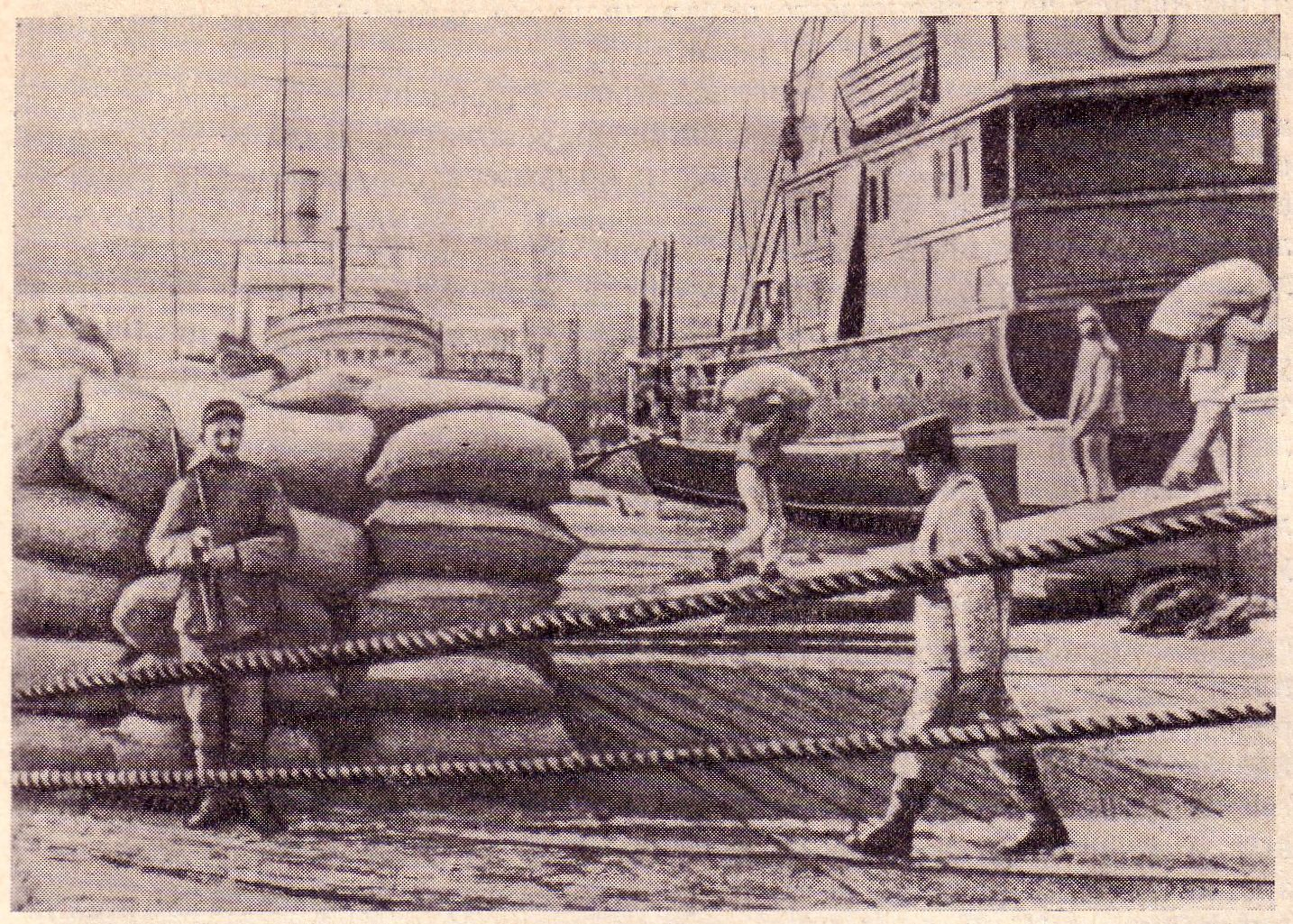
Порт. Погрузка русского хлеба на французские корабли во время оккупации Одессы союзниками. Начало 1919 г.

Вспоминая свои детские годы в Одессе, Исаак Бабель заметил в «Автобиографии»: «На переменах мы уходили, бывало, в порт на эстакаду».
Построенная в 1872 году, после открытия Карантинной железнодорожной ветки в порту, одесская портовая эстакада была для своего времени интересным инженерным сооружением, представлявшим собой четырёхкилометровой длины железнодорожный путепровод, протянувшийся через весь порт от Пересыпи до оголовка Каратинного мола.
«Над земными рельсами шёл воздушный рельсовый путь — эстакада, высокий помост, с которого из вагонов грузились на пароходы хлеб и другие товары» — писал «Автобиографической повести» Александр Грин.
Предназначение эстакады определено Грином с абсолютной точностью. Благодаря высокому (шесть метров над уровнем причалов) расположению железнодорожного полотна зерно, уголь, цемент и другие сыпучие грузы из вагонов под действием собственного веса поступали по трубам и желобам непосредственно в трюмы.
Своеобразными были поезда, использовавшиеся на эстакаде. Рассказывая в «Книге юности» о друге своей гимназической поры, Сергей Бондарин писал, что его отец «работал на „кукушке“, паровозике, который бегал по портовой эстакаде, осыпанной зерновой пылью…» К этим «кукушкам» цепляли специальные вагоны с конусообразным, для удобства разгрузки, днищем. Крошечные, особенно если смотреть на них с бульвара, паровозики и «пузатые» вагончики остались в воспоминаниях детства Юрия Олеши. «В пыли, в дыму Смешные поезда Сновали все, Гремя по эстакаде», писал он в юношеском стихотворении «Пятый год».
«Эстакаду, по которой катились красные товарные вагоны с бессарабской пшеницей», описал Валентин Катаев в книге «Разбитая жизнь, или Волшебный рог Оберона». Он показал её и в совершенно ином виде, разрушенной, в повести «Белеет парус одинокий».
Устроена эстакада была так: настил, нечто вроде моста, с расположенными на расстоянии шести с половиной метров опорами или, как их называли, быками. Настил и быки были сработаны из таких толстенных дубовых досок, брусьев и бревен, что выдерживали составы, двигавшиеся или разгружавшиеся одновременно на двух железнодорожных путях. Через каждые двести метров в эстакаду были врезаны глухие каменные «коробки» — брандмауэры, которые в случае пожара должны были препятствовать распространению огня на всю длину деревянного сооружения.
Эта предусмотрительность строителей не спасла эстакаду, и она сгорела во время пожара порта в июне 1905 года, тогда же, когда и пакгаузы Одесского порта.
Когда Петя Бачей из повести «Белеет парус одинокий» возвращался в конце лета 1905 года в Одессу на пароходе «Тургенев», он увидел в порту «на железнодорожном переезде… сожжённую дотла эстакаду, горы обугленных шпал, петли рельсов, повисших в воздухе, колеса опрокинутых вагонов, весь этот неподвижный хаос».
Позже эстакаду восстановили и оснастили самыми совершенными по тогдашним временам электрическими транспортёрами. Но под ней по-прежнему копошились те, кто социальным неравенством были выброшены на самое дно жизни.
«Под этой эстакадой творились развесёлые дела, — с горькой иронией вспоминал Леонид Утёсов в книге „Спасибо, сердце“, — во всю её длину в маленьких домиках ютились харчевни, которые назывались „обжоркой“. Здесь одесская портовая босячня жила, „как бог в Одессе“… Одежда бога — рваные парусиновые штаны и мешок с прорезью для головы и рук. Под эстакадой сидят бог и неудачник. Бог одет по вышеуказанной моде, неудачник — почти голый. Все прОпито. Осень.
Бог: Сирожа, что ты дражишь?
Неудачник: Холодно.
Бог: Ничего, было время, у меня тоже не было что надеть».
Грустная улыбка судьбы: насквозь продуваемая черноморскими ветрами эстакада согрела одесситов бестопливной зимой 1920 года.
- «В эти дни погибла знаменитая эстакада в одесском порту. Одесситы гордились ею не меньше, чем оперным театром, лестницей на Николаевском (Приморском) бульваре и домом Папудова на Соборной площади. О длине и толщине дубовых брусьев, из которых она была выстроена, в городе складывали легенды. Будь эти брусья потоньше и похуже, эстакада, возможно, простояла бы ещё десятки лет. Но в дни топливного голода столь мощное деревянное сооружение не могло не погибнуть. Эстакаду спилили на дрова» — писал Александр Козачинский в повести «Зелёный фургон».

И в этот раз одесская портовая эстакада уже безвозвратно канула в прошлое, от неё сохранилась лишь некогда предварявшая её железнодорожная насыпь, прорезанная мостами.

## Пакгаузы

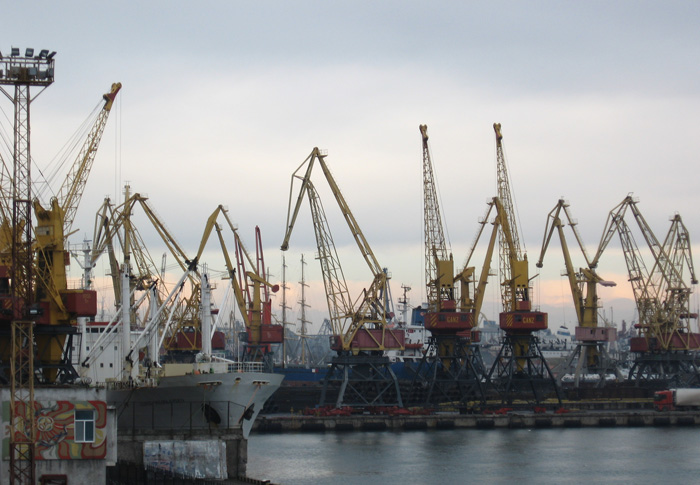
Грузовые краны Одесского порта

В Одесском порту было большое количество пакгаузов:
- Российского общества пароходства и торговли (РОПиТ), Таможенного ведомства, Юго-Западных железных дорог, Добровольного флота (Доброфлот), Черноморско-Дунайского пароходства, Министерства финансов. Они были своего рода достопримечательностью порта.

Построенные в начале XX века так называемые «красные пакгаузы» из красного кирпича попали в путеводители по Одессе:
Это громадные красивые кирпичные здания, предназначенные для склада и хранения товаров. Пакгаузы сооружены сообразно с последним словом техники, они хорошо предусмотрены в пожарном отношении и богаты техническими приспособлениями.
Набрасывая беглую зарисовку Одесского порта времен «порто-франко» в книге про свою семью «Кладбище в Скулянах», не обошёл вниманием пакгаузы Валентин Катаев:
В порту стояло множество торговых заграничных судов, анатолийских фелюг, бригантин, дубков, легкокрылых яхт, среди которых иногда виднелись черные трубы колесных пароходов, покрывающих вокруг себя воду сажей. Грузчики тащили на спинах тюки товаров и сваливали их в пакгаузы.
Шло время, возрастал грузооборот порта, строились, ветшали и заменялись новыми пакгаузы, а технология обработки грузов долго оставалась прежней.

«Громадный порт, один из самых больших торговых портов мира, всегда бывал переполнен судами. От судов к бесчисленным пакгаузам и обратно по колеблющимся сходням сновали грузчики: русские босяки, оборванные, почти оголенные, с пьяными, раздутыми лицами, смуглые турки в грязных чалмах и в широких до колен, но обтянутых вокруг голени шароварах, коренастые мускулистые персы, с волосами и ногтями, окрашенными хной в огненно-морковный цвет.» — писал с натуры картины разгрузки судов А. Куприн в рассказе «Гамбринус» в 1906 году.
О том, что происходило в душном полумраке за широкими воротами пакгаузов, рассказал Александр Грин, которому в короткую его бытность в Одессе довелось служить тут «маркировщиком»:
Это вот что: на каждой клади, ящике или мешке стоит марка или литер, например: А-5 или С-К. Благодаря таким знакам грузы различных отправителей не смешиваются в одну кучу, потому что в дверях пакгауза стоит маркировщик и каждого носильщика направляет в тот угол, где уже сложен товар, отвечающий своим знаком знаку следующей ноши.
 — объясняет Грин читателям в рассказе «Случайный доход».
Я полюбил пряный запах пакгауза, все пахло: ваниль, финики, кофе, чай.
Запах пакгаузов не преминул отметить знаток портовой жизни Л. Кармен: «Когда, бывало, войдешь внутрь, тебя сшибают с ног сотни запахов». Но, отдав в рассказе «Мурзик» дань традиции, предписывающей обязательно помянуть ароматы, как говорили, «колониальных» товаров, писатель с беспощадной документальностью и точностью очевидца показал пакгаузы, подожжённые и разграбленные в июньские дни 1905 года:
Крыса (портовый босяк) заглянул в пакгауз и остолбенел: крыша его провалилась, и под нею, в грудах золы, в одном из уголков робко прятался ещё кусочек огня — остаток бушевавшей стихии. Он оплакивал старый порт и ни на минуту не задумался над тем, что на пепелище и развалинах старого порта должен вырасти новый, молодой, здоровый.
Пакгаузы восстановили, но до рождения нового Одесского порта должны были пройти годы, гражданская война, интервенция.
На закате интервенции в порту появляется самозванный граф Невзоров, блистательно описанный Алексем Толстым в повести «Похождения Невзорова, или Ибикус»:
Продавец каракуля подошёл к Семену Ивановичу и предложил пойти в порт, посмотреть товар. У одного из пакгаузов разыскали сторожа, дали ему карбованцев, и он разрешил осмотреть пакгауз. Среди огромных кип сукна, холста, кожи, консервов отыскали три, обитые цинком, ящика со шкурками.

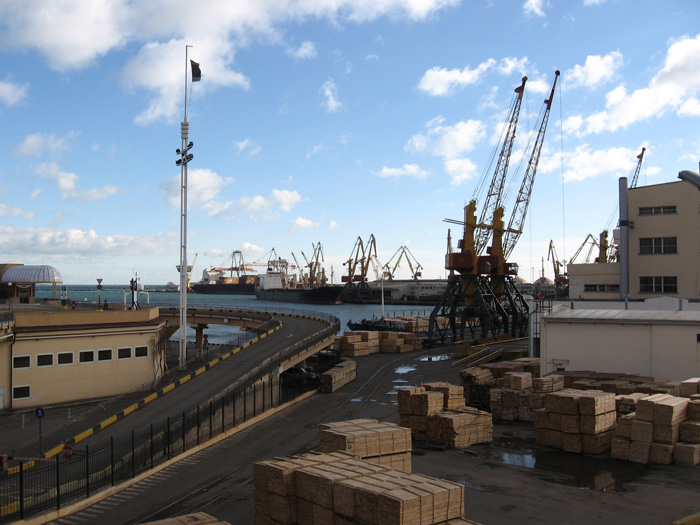
Пакгаузы Одесского порта

Но если авантюрист-одиночка Невзоров беззастенчиво купил и вывез казённый каракуль, а потом спекулировал им за границей, то французы-интервенты, соразмерно масштабу, разграбили порт, увели все суда и продавали их за границей иностранным пароходным компаниям:

Здесь гулок шаг. 

В пакгаузах пустых 

Нет пищи крысам. 

Только паутина 

Подёрнула углы. 

И голубиной 

Не видно стаи 

В улицах немых. 

Крик грузчиков на площадях затих. 

Нет кораблей…<…>

Эту щемящую своей печальной точностью картину парализованного разрухой, грабежом и блокадой порта показал весной 1921 года Эдуард Багрицкий.

## При независимой Украине
Любой одесский мальчишка может очень многое рассказать об особой, для многих,— таинственной,— жизни нашего порта. Бродя по уютным аллеям парка Шевченко, гуляя по Маразлиевской или Екатерининской, Пушкинской или Канатной, вы слышите его загадочный голос: хриплые гудки буксиров, тепловозов, лязг перегружаемого металла, короткие реплики-информации железнодорожных диспетчеров, разобрать смысл которых способен только профессионал… А какая панорама предстает перед вами, окажись вы на Приморском бульваре! Достаточно повидав на своем веку, авторы заявляют: ничего более величественного, чем вид Одесского порта — в любое время года и суток — вам не увидеть.А. Горбатюк, В. Глазырин. Юная Одесса, 1993
После провозглашения независимости Украины Одесский морской порт стал крупнейшим портом на территории Украины.
В период экономического кризиса 1990-х произошло снижение объёма грузоперевозок. Одесские моряки стали искать работу в других пароходствах, в основном зарубежных.
В 2000-х годах грузооборот порта увеличился, были построены контейнерный (в 2008 году, компанией «Бруклин-Киев порт» под руководством Владимира Пустоварова) и транзитно-грузовой терминалы.
Наибольший грузооборот в независимой Украине был в 2002 году — 13,2 миллиона тонн сухих грузов и 20,4 наливных.
За 2009 год порт переработал более 34 млн тонн грузов.
В 2020 году Одесский морской порт сократил грузооборот, в сравнении с 2019 годом, на 7,8 % — до 23,37 млн тонн. Доля порта в грузообороте морских портов Украины составила 14,7 %, против 15,8 % в 2019 году.
В ходе вторжения России на Украину по порту регулярно наносились ракетные и дроновые атаки. Так, 23 июля 2022 года, на следующий день после заключения зернового соглашения, по порту был нанесен ракетный удар, повреждена портовая инфраструктура. 11, 12, 20 июля 2023 года российские войска атаковали крылатыми ракетами и БПЛА типа Шахед, повреждены административные здания, грузовые терминалы и инфраструктура порта. В ночь на 25 сентября 2023 года ВС РФ снова нанесли ракетный удар по порту, повреждена гостиница «Одесса» и зернохранилища.
Сейчас в Одесском порту:
- более 9 километров причалов;
- реконструированный морской вокзал и стоящая у самого моря гостиница «Одесса» (гостиница, построенная в 2001 году, закрылась 17 декабря 2011, разрушена в 2023 году);
- около ста плавучих и портальных кранов;
- портовые буксиры, несколько более крупных судов.

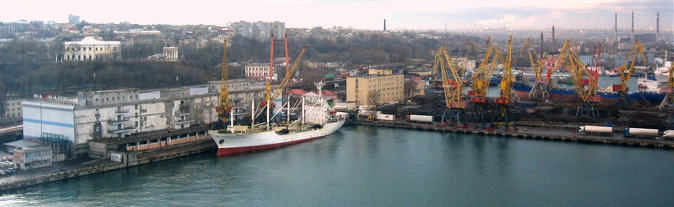
Современный вид на Каботажную гавань
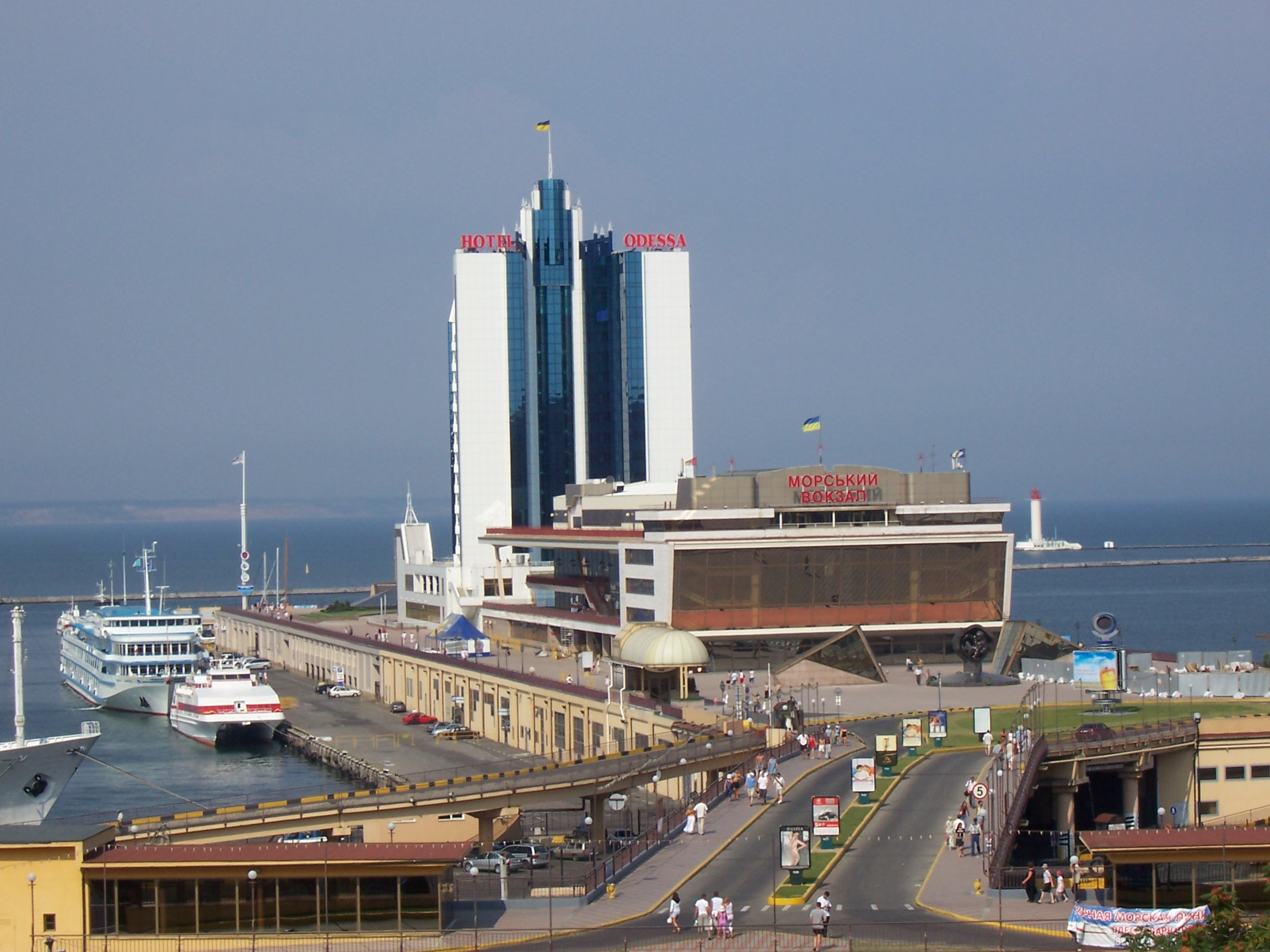
Вид на Морской вокзал и отель «Одесса»
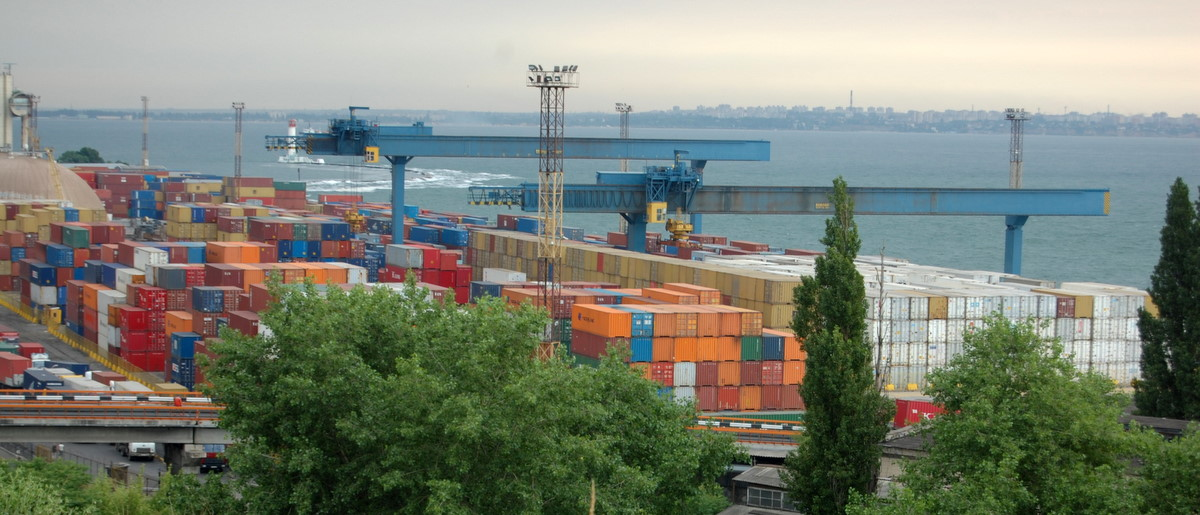
Контейнерный терминал порта в 2007 году
Здание Одесского морского вокзала